# 山下工美
山下工美（1968年—），日裔藝術家，現居住於美國紐約市。

山下工美於2017在台北以粉筆在牆上的簽名

## 生平
知名於其光影作品。《光影》系列作品是她的代表作，是利用物質(材料實體)與非物質(光與影子)所組合成的藝術作品。她父親是位雕塑家，因此對工藝產生興趣。她認為:「光影是生活的另一個維度，或許它是比持有著更真實的東西」。
其創作素材涵蓋許多領域，例如:《光影》系列作品中《椅子》利用木頭雕出椅子形狀，利用特殊角度光線照射就會顯現出一位座在椅子上的女性的身影，《星座》系列使用線、《宇宙的展開》使用了摺紙技術及壓克力材料、《某人的殘像》系列使用靴子所踩踏出的鞋印、大型作品《晴天、星夜》則利用了各國國旗組成並且淡化背景只留下天文圖騰。被美國藝術網站My Mordern Met選為「21世紀十大前衛藝術家」，同時入選的日本藝術家還有草間彌生與深堀隆介。